# Misuzu Yoshimura
Misuzu Yoshimura (jap. 吉村 美鈴, Yoshimura Misuzu; * 7. Juni 1979) ist eine frühere japanische Skeletonpilotin.
Misuzu Yoshimura aus Wakkanai begann 2000 mit dem Skeletonsport und rückte noch im selben Jahr in den Nationalkader Japans auf. Ihre ersten internationalen Rennen bestritt sie im Dezember 2003 im Rahmen des Skeleton-America’s-Cup in Calgary, wo sie 27. und 25. wurde. Bis Januar 2005 nahm sie sporadisch an den America’s-Cup-Rennen teil, doch erst bei ihren letzten Rennen in Lake Placid konnte die Japanerin mit den Rängen elf und 12 nennenswerte Resultate erzielen. Im November des Jahres gab Yoshimura ihr Debüt im Skeleton-Weltcup. In Calgary erreichte sie bei ihrem ersten Rennen den 25. Platz. Es folgten zunächst vier weitere Rennen mit Ergebnissen im selben Bereich, bestes Resultat war ein 23. Platz in Lake Placid. Es war zugleich Yoshimuras bestes Weltcup-Ergebnis. In der Weltcup-Gesamtwertung der Saison 2005/06 wurde sie 34. Ein letztes Weltcup-Rennen, bei dem sie 25. wurde, bestritt Yoshimura im November 2006 in Calgary.